# Gran Premi de Suïssa del 1950
Resultats del Gran Premi de Suïssa de Fórmula 1 de la temporada 1950, disputat al circuit de Bremgarten, prop de Berna, el 4 de juny del 1950.

## Resultats
| Pos | No | Pilot                 | Equip                | Voltes | Temps/Retirada | Pos. de sortida | Punts |
| --- | -- | --------------------- | -------------------- | ------ | -------------- | --------------- | ----- |
| 1   | 16 | Nino Farina           | Alfa Romeo           | 42     | 2h 02' 53. 7   | 2               | 9     |
| 2   | 12 | Luigi Fagioli         | Alfa Romeo           | 42     | + 0.4 s        | 3               | 6     |
| 3   | 10 | Louis Rosier          | Talbot-Lago - Talbot | 41     | + 1 Volta      | 10              | 4     |
| 4   | 30 | Prince Bira           | Maserati             | 40     | + 2 Voltes     | 8               | 3     |
| 5   | 34 | Felice Bonetto        | Maserati             | 40     | + 2 Voltes     | 12              | 2     |
| 6   | 32 | Toulo de Graffenried  | Maserati             | 40     | + 2 Voltes     | 11              |       |
| 7   | 2  | Nello Pagani          | Maserati             | 39     | + 3 Voltes     | 15              |       |
| 8   | 44 | Harry Schell          | Talbot-Lago - Talbot | 39     | + 3 Voltes     | 18              |       |
| 9   | 26 | Louis Chiron          | Maserati             | 39     | + 3 Voltes     | 16              |       |
| 10  | 4  | Johnny Claes          | Talbot-Lago - Talbot | 38     | + 4 Voltes     | 14              |       |
| 11  | 40 | Toni Branca           | Maserati             | 35     | + 7 Voltes     | 17              |       |
| Ret | 14 | Juan Manuel Fangio    | Alfa Romeo           | 32     | Motor          | 1               |       |
| Ret | 42 | Philippe Etancelin    | Talbot-Lago - Talbot | 25     | Canvi          | 6               |       |
| Ret | 8  | Eugene Martin         | Talbot-Lago - Talbot | 19     | Accident       | 9               |       |
| Ret | 20 | Raymond Sommer        | Ferrari              | 19     | Suspensions    | 13              |       |
| Ret | 22 | Luigi Villoresi       | Ferrari              | 9      | Motor          | 4               |       |
| Ret | 18 | Alberto Ascari        | Ferrari              | 4      | Bomba de l'oli | 5               |       |
| Ret | 6  | Yves Giraud Cabantous | Talbot-Lago - Talbot | 0      | Accident       | 7               |       |

## Altres
- Pole: Juan Manuel Fangio 2' 42. 1

- Volta més ràpida: Nino Farina 2' 41. 6 (a la volta 8)